# Yaïr Netanyahou
Pour les articles homonymes, voir Netanyahou.
Yaïr Netanyahou (hébreu : יאיר נתניהו), né le 26 juillet 1991, est un militant politique d'extrême droite israélien. Fils du Premier ministre Benyamin Netanyahou, il est connu pour ses prises de position médiatiques et ses controverses.

## Biographie
Yaïr Netanyahou naît le 26 juillet 1991,. Petit-fils de l'historien sioniste révisionniste Bension Netanyahou, il est le fils de Benyamin et Sara Netanyahou. Il a pour frère Avner Netanyahou et pour demi-sœur Noa Roth,,.
Il effectue un baccalauréat option théâtre. Il fait ensuite trois ans de service militaire dans l'unité de porte-parolat de Tsahal. Lors de son service, il passe devant la cour martiale en raison d'un congé non-autorisé. Il reprend ensuite des études en relations internationales à Jérusalem. Il s'investit dans le mouvement étudiant du Likoud,,.
Il fait du bénévolat pour des associations de bien-être animal et travaille à partir de 2018 comme directeur des réseaux sociaux de l'organisation non gouvernementale (ONG) Shurat HaDin (he), jusqu'à ce qu'il soit mis en disponibilité en mars 2019 en raison de propos attaquant le président Reuven Rivlin car il plaidait la coexistence entre Juifs et Arabes. Il publie ensuite des op-eds pour Breitbart News,.
En 2015, il commence à utiliser son compte Facebook comme plateforme afin d'exprimer ses opinions politiques. Il en est banni temporairement en décembre 2018 pour discours de haine,,. Il est également actif sur Twitter, réseau sur lequel il totalise plus de 170 000 abonnés en 2023,,.
En 2020, il devient un intervenant régulier sur la chaîne de télévision Channel 20 et sur la station de radio Galeï Tsahal.
En novembre 2020, il lance son propre podcast intitulé The Yair Netanyahu Show. Son premier invité est l'homme politique brésilien Eduardo Bolsonaro, fils du président brésilien Jair Bolsonaro,.
En juin 2021, il est bloqué temporairement de Facebook, Twitter et Instagram à la suite de sa divulgation de l'adresse du député Nir Orbach et de son appel à manifester au domicile d'Orbach.
En mars 2023, il délaisse X/Twitter et Facebook pour Telegram. En avril 2023, son père lui demande de cesser de publier sur les réseaux sociaux en raison de tensions internes en Israël et de tensions diplomatiques avec les États-Unis alimentées par ses publications. Il disparaît alors de la scène politique israélienne et part à l'étranger,,. Il rentre en Israël en novembre 2023.
Il vit principalement à Miami, aux États-Unis.

## Prises de position et positionnement
Yaïr Netanyahou est classé politiquement à l'extrême droite,,. Al-Monitor (en) le décrit comme conservateur et partisan du libre marché. New Lines Magazine l'assimile à l'alt-right. Il est un fervent défenseur de son père, Benyamin Netanyahou,.

### Sur la politique intérieure israélienne
En novembre 2020, il critique le mouvement des kibboutz, qu'il compare au Troisième Reich, à l'Union soviétique et à la Corée du Nord,. 
Il prend violemment position en 2020 contre le mouvement de protestation, accusant les manifestants hostiles à son père d’être « financés par des fonds européens, par Soros, le pédophile Epstein et Ehoud Barak ».
En 2021, il clame qu’il « espère que les gauchistes mourront tous du Covid ».
Il accuse les procureurs et les policiers chargés des enquêtes sur son père d’être « des traîtres », ajoutant qu’en Israël la loi « punit la trahison de la peine de mort ».
Le 18 mars 2023, dénonçant les manifestations contre le projet de réforme de la Cour suprême que Benyamin Nétanyahou entend faire voter, il compare les manifestants aux Sections d’assaut, l'organisation paramilitaire mise en place par Adolf Hitler. Il accuse également le Département d’État américain d’« être derrière les manifestations pour renverser Nétanyahou, afin de parvenir à un accord avec les Iraniens », avec le soutien financier de George Soros.
Il s'oppose au financier américano-hongrois d'origine juif George Soros, qu'il accuse d'avoir financé des « ONG anti-juives, antisionistes et pro-palestiniennes qui détruisent la société israélienne de l'intérieur ». Soros fait l'objet d'un mépris particulier, à tel point que le site néonazi Daily Stormer a qualifié Yaïr de « frère absolu » lorsqu'il a publié une caricature montrant George Soros et des animaux reptiliens comme marionnettistes des rivaux politiques de son père,.

### Sur les Palestiniens, les Arabes et les musulmans
The New Arab (en) décrit ses positions comme anti-palestiniennes et islamophobes.
En 2017, il qualifie les propriétaires arabes d'entreprises de « bâtards ». Il estime que « les autorités de gauche » fermeraient les yeux sur les crimes que les Arabes commettent sur les Juifs,.
En décembre 2018, il exprime son souhait du départ de tous les musulmans et Palestiniens d'Israël,,. Il appelle à nouveau en juillet 2020 à l'expulsion des minorités ethniques de Tel-Aviv.
En avril 2019, il nie l'existence de la Palestine sous le prétexte que la consonne P n'existe pas en arabe et accuse les Palestiniens d'être des colons. Il allègue que les Palestiniens auraient commencé à se référer en tant que tels en 1964, lors de la fondation de l'Organisation de libération de la Palestine, qu'il prétend créée par l'Union soviétique,.

### Sur la politique étrangère

#### États-Unis
En août 2017, après l'attaque à la voiture-bélier à Charlottesville, il commente que la gauche, les antifascistes américains et le mouvement Black Lives Matter seraient plus dangereux pour Israël que les néonazis,.
Il soutient le président des États-Unis Donald Trump, qu'il défend de tout antisémitisme et dont il estime qu'il est « le meilleur ami d'Israël et du peuple juif que l'on a jamais eu à la Maison-Blanche ». Il le loue notamment pour avoir déplacé l'ambassade des États-Unis en Israël à Jérusalem, pour avoir reconnu la souveraineté d'Israël sur le plateau du Golan et pour son mur à la frontière mexicaine,.
En 2019, il accuse l'ancien ambassadeur américain en Israël Martin Indyk (en) de vouloir « détruire Israël ».
Il croit à la théorie du complot selon laquelle Barack Obama n'est pas né sur le territoire des États-Unis.
En 2020, lors d'une visite aux États-Unis, il rend visite à la conseillère de Donald Trump Katrina Pierson (en) ainsi qu'à l'éditorialiste conservateur Tucker Carlson.
En mars 2023, il allègue que les États-Unis financeraient les manifestations contre la réforme du système judiciaire en Israël afin de renverser son père du pouvoir et de forcer un accord israélo-iranien. Le département d'État américain dément ces accusations, qui sont issues du site d'extrême droite américain Breitbart News,,.

#### Europe
En décembre 2019, il appelle à l'expulsion des diplomates britanniques en raison de la reconnaissance par le Royaume-Uni des territoires palestiniens occupés,.
En mai 2020, il qualifie l'Union européenne d'« organisation mondialiste malfaisante » en raison de la participation de la délégation européenne en Israël à une cérémonie de Yom Hazikaron incluant à la fois des participants israéliens et palestiniens. Il appelle à une Europe « libre, démocratique et chrétienne » et reçoit le soutien de l'Alternative pour l'Allemagne,.
En janvier 2023, il apparaît lors d'un événement du Mathias Corvinus Collegium (MCC), réputé proche du Fidesz.
En avril 2025, après qu'Emmanuel Macron a ouvert la voie à une possible reconnaissance d'un État palestinien par la France, il s'en prend à lui et l'insulte sur les réseaux sociaux, en comparant la situation de la Palestine à celles de territoires d'outre-mer français (Nouvelle-Calédonie, Polynésie française) et de territoires métropolitains (Pays Basque nord et Corse). Il parle également de stopper ce qu'il appelle le « néo-impérialisme français en Afrique de l'Ouest ».

## Influence politique
Plusieurs commentateurs de la vie politique israélienne estiment que Yaïr Netanyahou exerce beaucoup d'influence sur son père et qu'il serait à l'origine de sa droitisation,. Ainsi en janvier 2017, Benyamin Netanyahou publie sur Twitter un message en soutien au projet de mur de Donald Trump sous les pressions de son fils. Yaïr Netanyahou est également à l'origine du soutien de son père envers le meurtrier d'Abdel Fattah al-Sharif, tandis que Benyamin Netanyahou avait initialement condamné le meurtre,. Lors du procès de Benyamin Netanyahou pour corruption, des témoins confirment l'influence de Yaïr Netanyahou sur les politiques menées par son père. Selon Ben Caspit, biographe de Benyamin Nétanyahou, sa femme et son fils « donnent complètement le ton » et sont ses plus influents conseillers.
En mai 2017, Yaïr Netanyahou rencontre le président américain Donald Trump,. En 2019, il accompagne son père lors d'une visite officielle aux États-Unis.
Pour le professeur de communication et de changement social Edan Ring de l'université Ben Gourion du Néguev, il est « considéré comme porte-parole informel de son père » en Israël et il mène sur les réseaux sociaux une stratégie visant à renforcer la base politique droitière de son père.
En avril 2023, Benyamin Netanyahou dément que son fils influence sa politique. Plusieurs de ses rivaux, comme Naftali Bennett et Avigdor Liberman, affirment qu'il serait devenu un « exécutant » des ordres de son fils.

## Polémiques et critiques

### Compagne non-juive
En janvier 2014, une polémique éclate au sein de l'extrême droite nationaliste et des partis religieux juifs israéliens à la suite de la révélation par le journal norvégien Dagen de la liaison de Yaïr Netanyahou avec Sandra Leikanger, étudiante norvégienne non-juive en Israël. Ben-Zion Gopstein, directeur de l’organisation d'extrême droite nationaliste juive Lehava, attaque ainsi Benyamin Netanyahou en disant « Le fils de Bibi a trouvé une goy ! Son père est fier de lui, et donne une légitimité à l'assimilation et à la destruction du peuple juif ». L'information est démentie par le chef de bureau de Benyamin Netanyahou, qui déclare que Yaïr Netanyahou et Sandra Leikanger ne se fréquentent que dans le cadre de leurs études et ne forment pas un couple,.

### Critiques par Molad
En août 2017, le projet éditorial SixtyOne du think tank Molad: The Center for the Renewal of Israeli Democracy (en) lui reproche des voyages à l'étranger payés par le ministère de la Défense, qui sont les plus chers jamais payés par le ministère. SixtyOne le critique également pour ses séjours dans des propriétés de James Packer (en), un homme d'affaires australien suspecté de corruption. Yaïr Netanyahou répond à ces critiques en accusant SixtyOne d’être une organisation « radicale et anti-sioniste financée par la Fondation pour la Destruction d'Israël [un jeu de mots faisant référence au New Israël Fund] et l'Union européenne »,. Le think tank lui reproche également le coût de sa protection personnelle financée par l'État.

### Partage d'une image jugée antisémite
Le 9 septembre 2017, il partage sur Facebook une image satirique qui présente ce qu'il qualifie de « chaîne alimentaire » au sommet de laquelle se situe le financier et milliardaire américano-hongrois George Soros. Soros y est dépeint comme faisant pendre le monde devant un reptile humanoïde. Sur l'image, le reptile humanoïde fait lui-même pendre un symbole alchimique devant un personnage similaire à la caricature antisémite Happy Merchant. Au bas de cette « chaîne alimentaire » se trouvent plusieurs opposants à Benyamin Netanyahou, notamment Ehud Barak. L'image est issue de sites Internet antisémites. L'Anti-Defamation League accuse cette image d'être antisémite. Yaïr Netanyahou reçoit le soutien de néonazis américains, David Duke et le Daily Stormer, tandis que des personnalités politiques israéliennes telles qu'Avi Gabbay, Isaac Herzog et Ehud Barak le dénoncent. Yaïr Netanyahou supprime la publication de cette image le lendemain,,.

### Fuite d'un enregistrement
En janvier 2018, il se retrouve au centre d'une polémique liée à la fuite d'un enregistrement audio daté de 2015 et diffusé par Aroutz 2, dans lequel il déclare que son père aurait signé un accord favorisant un investisseur de l'industrie du gaz. Au sein du même enregistrement, il évoque également son intention d'avoir des relations sexuelles tarifées avec une prostituée. Cette affaire survient alors que Benyamin Netanyahou fait déjà face à deux enquêtes distinctes pour des allégations de corruption. Les avocats de Benyamin Netanyahou tentent d'empêcher la diffusion de l'enregistrement, en vain. À la suite de cette fuite, Yaïr Netanyahou présente des excuses, prétextant avoir été influencé dans ses propos par la consommation d'alcool et prétendant qu'il blaguait. Benyamin Netanyahou dément les propos de son fils à propos de l'accord gazier,,.

### Polémique en Inde
En juillet 2020, Yaïr Netanyahou provoque l'indignation d'Indiens sur Twitter après qu'il a partagé un mème dans lequel la tête du magistrat Avichaï Mandelblit et celle d'une juge – tous deux chargés de l'affaire de corruption visant son père – sont superposées sur une représentation de la déesse hindoue Dourga, qui effectue un doigt d'honneur. Il retire sa publication du réseau social et présente ses excuses auprès des personnes offensées, expliquant n'avoir pas réalisé de l'association avec la foi hindoue,,.

### Guerre de Gaza
Fin octobre 2023, dans le cadre de la guerre de Gaza, il est critiqué par des réservistes israéliens. En effet, plusieurs mois avant l'attaque du Hamas et la mobilisation israélienne qui s'ensuit, il est allé s'installer à Miami à la suite d'une affaire judiciaire, d'où il refuse de revenir pour être mobilisé.

## Poursuites judiciaires

### Condamnations

#### 2019: condamnation pour diffamation
En novembre 2019, Yaïr Netanyahou est poursuivi par la justice pour diffamation après avoir publié un message sur Facebook affirmant que l'ancien rédacteur en chef de Walla!, Avi Alcalay, était à la solde de la Fondation Wexner. En février 2020, il est condamné à payer des dommages et intérêts et des frais de justice à hauteur de 81 000 $,. Il tente de faire appel, prétendant ne pas avoir reçu de notification du tribunal, mais son appel est rejeté et il doit payer 29 250 shekels de frais de justice supplémentaires.

#### 2020: ordonnance restrictive pour harcèlement
En juillet 2020, Yaïr Netanyahou publie les adresses et numéros de téléphone de leaders du mouvement de protestation contre son père et appelle sur Twitter ses abonnés à manifester devant leurs domiciles. En août 2020, la Cour de première instance de Jérusalem inflige à Yaïr Netanyahou une ordonnance restrictive l'empêchant de publier sur Internet des commentaires sur ces leaders, la suppression de ses publications, la fin de leur harcèlement pour une durée de six mois et l'interdiction de publier à nouveau leurs données personnelles,.

#### 2022: condamnation pour diffamation
En décembre 2022, il est condamné à une amende de 117 000 $ pour diffamation, en raison d'une publication dans laquelle il accusait un ancien conseiller de son père d'être « un infiltré » et « une taupe ». En réaction à sa condamnation, il demande que son amende soit payée par l'État, ce qui lui est refusé

#### 2023: condamnation pour diffamation
En mars 2021, la femme politique écologiste Stav Shaffir porte plainte contre Yaïr Netanyahou pour harcèlement sexuel et de diffamation. Il est condamné en 2023 à payer 70 000 shekels à Shaffir pour diffamation.

### Affaires en cours

#### 2017: plainte pour diffamation
En août 2017, le think tank Molad: The Center for the Renewal of Israeli Democracy (en) porte plainte pour diffamation contre Yaïr Netanyahou, après qu'il a qualifié le think tank d'organisation « radicale et anti-sioniste financée par la Fondation pour la Destruction d'Israël [un jeu de mots faisant référence au New Israël Fund] et l'Union européenne »,,.

#### 2020: plainte pour diffamation
En septembre 2020, un groupe de 75 diplômés de la bourse Wexner Israel à l'université Harvard intente un procès en diffamation contre Yaïr Netanyahou, suivant des déclarations dans lesquelles il les qualifiait de « secte de pédophiles ».

#### 2020: plainte pour appel au meurtre et obstruction à la justice
En septembre 2020, une plainte est déposée contre Yaïr Netanyahou pour appel au meurtre du magistrat Avichaï Mandelblit et obstruction à la justice en raison d'une publication dans laquelle il qualifiait Mandelblit de « menace existentielle pour Israël ».

## Procédure judiciaire intentée par Yaïr Netanyahou

### Plainte contre la députée Stav Shaffir
En mars 2023, Yaïr Netanyahou est débouté d'une plainte contre la députée écologiste Stav Shaffir qu'il accusait de diffamation pour des propos dans lesquels elle le qualifiait de « bon à rien raciste qui vit sur l'argent des contribuables »,,. Il avait, lors d'une audience précédente, traitée l'ancienne députée de « salope », ce qui lui avait valu d’être expulsé du tribunal. Cette dernière le poursuit également pour harcèlement sexuel en raison de messages qu'il avait publié à son sujet sur les réseaux sociaux.